# Bill Oakley

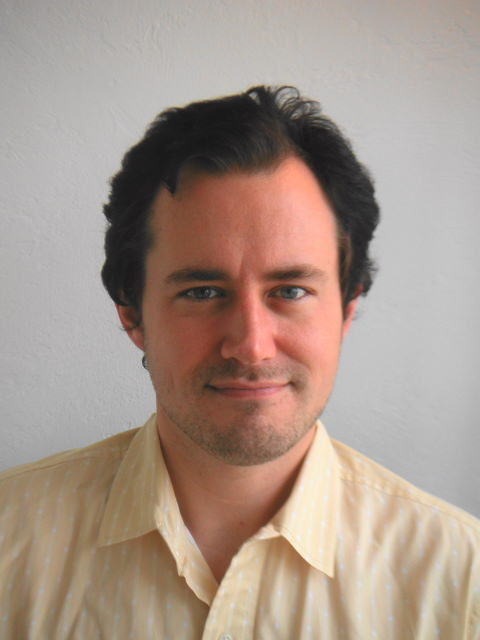
Bill Oakley (2008)

Bill Oakley (* 12. Dezember 1966 in Union Bridge, Maryland) ist ein US-amerikanischer Filmproduzent. 
Er und Josh Weinstein schrieben mehrere Episoden der Zeichentrickserie Die Simpsons in der siebten und achten Staffel. Außerdem war er Produzent von Mission Hill, The Mullets und beratender Produzent von Futurama. Im Mai 2008 verließ er nach Vertragsstreitigkeiten den Produzentenstuhl von Sit Down, Shut Up.

## Ausbildung
Oakley wurde in Union Bridge in Maryland geboren. An der St. Alban High School in Washington, D.C. lernte er Weinstein kennen und gab mit ihm The Alban Antic heraus. Er studierte an der Harvard University und war Herausgeber und Vizepräsident des Harvard Lampoon.

## Die Simpsons
Die ersten Folgen der Serie, die Oakley schrieb, waren Marge muss jobben und Marge wird verhaftet. In der Treehouse of Horror-Folge Die Fahrt zur Hölle schrieb er den Teil Terror 5 1/2 Feet. Weitere Folgen waren Grampa gegen sexuelles Versagen und Bart gegen Australien. Er nahm Australien, weil er die Australier als humorvoll genug einschätzte, das als Würdigung zu verstehen. Neben positiven Reaktionen gab es aber auch mehr als 100 Beschwerdebriefe. Die bekannteste Folge, die er schrieb, war die Doppelfolge Wer erschoss Mr. Burns?. Zunächst war es Oakleys Plan, Barney Gumble zum Täter in dieser Folge zu machen, aber David Mirkin wollte ein Mitglied der Familie Simpson haben; man entschied sich schließlich für Maggie Simpson. Des Weiteren entspringen auch mehrere Folgen mit Tingeltangel Bob und die Comicserie Itchy & Scratchy der Feder Oakleys.

## Privatleben
Bill Oakley ist mit Rachel Pulido verheiratet. Er hat zwei Töchter und einen Sohn.